# XBIZ Award for New Male Performer of the Year
L'XBIZ Award for New Male Performer of the Year è un premio pornografico assegnato all'attore emergente votato come migliore dalla XBIZ, l'ente che assegna gli XBIZ Awards, uno dei maggiori premi del settore.
Come per gli altri premi, viene assegnato nel corso di una cerimonia che si svolge a Los Angeles, solitamente nel mese di gennaio, dal 2010. Dal 2014 è stato sostituito dal Best Male Newcomer ed è stato assegnato solo 5 volte e dal 2021 definitivamente dal Best New Performer in cui le nomination e il vincitore possono appartenere ad entrambi i sessi.

## Vincitori e candidati

### Anni 2010
| Anno            | 2010 | 2011                                           | 2012          | 2013          | 2014        | 2015          | 2016                                              | 2017          | 2018                                                    | 2019                                                  |
| --------------- | --- | ---------------------------------------------- | ------------- | ------------- | ----------- | ------------- | ------------------------------------------------- | ------------- | ------------------------------------------------------- | ----------------------------------------------------- |
| Vincitori       | Dane Cross | Flash Brown                                    | Xander Corvus | Non assegnato | Tyler Nixon | Non assegnato | Axel Aces                                         |               | Lucas Frost                                             | Jason Luv                                             |
| Altri candidati | Aaron WilcoxBill BaileyCarlo Carrera Chris Johnson Danny Mountain Domenic Kane Ice Kold Ralph Long Seth Gamble | Levi CashChad DiamondMarco RiveraMichael Vegas |               | Non assegnato |             | Non assegnato | Damon Dice Bryan Gozzling Brad Knight Alex Legend | Non assegnato | Jake Adams Jay Savage Juan "El Caballo" Loco Logan Long | Dustin Daring Johnny Goodluck Connor Kennedy Zac Wild |

### Anni 2020
| Anno            | 2020                                            |
| --------------- | ----------------------------------------------- |
| Vincitori       | Pressure                                        |
| Altri candidati | Dillon CoxJay Romero Michael Swayze Rod Jackson |